# Загожиці (Сташовський повіт)
Загожиці (пол. Zagorzyce) — село в Польщі, у гміні Богорія Сташовського повіту Свентокшиського воєводства.
Населення — 166 осіб (2011).
У 1975-1998 роках село належало до Тарнобжезького воєводства.

## Демографія
Демографічна структура на день 31 березня 2011 року:
|          | Загалом | Допрацездатний вік | Працездатний вік | Постпрацездатний вік |
| -------- | ------- | ------------------ | ---------------- | -------------------- |
| Чоловіки | 83      | 16                 | 51               | 16                   |
| Жінки    | 83      | 23                 | 44               | 16                   |
| Разом    | 166     | 39                 | 95               | 32                   |